# 对症治疗
对症治疗（symptomatic treatment）或稱症狀治療，是根据病情采取的解除症状和病痛的治疗措施；即并不针对病因或疾病本身，但针对疾病所引起的临床症状采取措施，以缓解或消除疾病症状的疗法。如解热药可使发热病人的体温降低，但并不能消除病因。与其相对者称对因治疗。
对症治疗视语境可等义于支持疗法（supportive therapy）、支持照顾（supportive care）、舒缓治疗（palliative treatment）或缓和治疗，即“治标”。但在有些情况下，对症治疗是病因或疾病尚未确定或急症来不及确诊时，先行的处置，后续视病因或疾病确定或病情稳定后，再改为对因治疗。

## 範例
症狀治療的範例：
- 止痛藥，減輕疼痛
- 抗發炎藥，用於治療關節炎引起的炎症
- 止咳藥，用於咳嗽
- 抗組織胺藥（也稱為抗組織胺），用於過敏
- 退燒藥，用於發燒
- 灌腸治療便秘
- 減少藥物不良副作用的治療方法[3]

## 用途
當了解疾病的病因（疾病或病症的原因、原因集合或致病方式）時，就可以採取特定的治療，但通常也與症狀治療有關。當病因不明時，症狀治療可能是唯一現實的選擇。 對症治療通常用於控制副作用，例如藥物戒斷症候群。 
並不總是建議進行對症治療，事實上，它可能是危險的，因為它可能會掩蓋潛在病因的存在，而這種病因隨後會被遺忘或被延遲治療。例子：
- 持續15天或更長時間的低燒有時是葡萄球菌血流感染的唯一症狀。透過症狀治療來抑制疾病將使疾病無法得到有效的診斷和抗生素治療。後果可能很嚴重（風濕熱、腎炎、心內膜炎等）
- 慢性頭痛可能只是由體質引起的，也可能是由腦腫瘤或腦動脈瘤引起的。

最後，症狀治療並不能免除不良反應，並且可能導致醫源性後果（即治療本身引起的不良反應），例如過敏反應、胃出血、中樞神經系統影響（噁心、頭暈等）。